# حزامية بحرية
حزامية بحرية أو حشيشة الأنقليس (الاسم العلمي: Zostera marina) هي نوع من النباتات البحريّة وتتبع جنس الحزامية من الفصيلة الحزامية.